# Richard J. Haier
Richard J. Haier é um psicólogo norte-americano mais conhecido por seu trabalho sobre a base neural da psicometria da inteligência humana, inteligência geral e sexo e inteligência.
Haier é atualmente Professor Emérito na Divisão de Neurologia Pediátrica da Escola de Medicina da Universidade da Califórnia, Irvine. Ele tem um Ph.D. da Universidade Johns Hopkins. Ele também é o editor-chefe da revista Intelligence desde 2016.
Em 1994, ele foi um dos 52 signatários do "Mainstream Science on Intelligence", um editorial escrito pela psicóloga americana Linda Gottfredson e publicado no Wall Street Journal, que resumia as descobertas da pesquisa de inteligência, especialmente no que se referia a questões levantadas no livro The Bell Curve.
Seu trabalho na teoria da integração parieto-frontal (P-FIT) com Rex Jung examina a neuroanatomia da inteligência com base na pesquisa de neuroimagem.